# Kichesipirini
Die Kichesipirini (auch Kichesippirini oder Kitchesipirini) sind eine der First Nations in der kanadischen Provinz Québec. Sie gehören zur Gruppe der Algonkin und lebten ursprünglich auf Morrison Island, der Isle-aux-Allumettes im Ottawa-Fluss, und in der Pontiac Regional County Municipality östlich davon.
Der Name bedeutet „Leute vom Großen Fluss“. Die Morrison-Insel nannten sie Kitcisìpi.
Heute leben die meisten Kichesipirini im nahe gelegenen Pembroke.

## Geschichte
Samuel de Champlain traf in Tadoussac die ersten Vertreter von Algonkin-Stämmen, die zusammen mit Innu und Etechemins (Malecite) einen Sieg über die Irokesen feierten. In diesem Sommer 1603 traf er mit Häuptling Tessouat zusammen und besuchte sein Dorf 1613. 1620 schickte er Jean Nicollet zu den Kichesipirini, um unter ihnen zu leben. Um diese Zeit war es dem Stamm gelungen, ein Handelsmonopol entlang des Ottawa zu errichten, da ihr Wohnort an strategisch überaus günstiger Stelle lag. Mit dem Verlust Québecs an die Briten verloren sie kurzzeitig ihre Bedeutung, doch fünf Jahre später dominierten die französischen Pelzhändler wieder die Region. 1636 versuchten die Kichesipirini eine Koalition mit Huronen, Algonkin und Nipissing gegen die Irokesen zusammenzubringen, doch Nipissing und Bear Nation verweigerten die Unterstützung. Noch im Frühjahr 1636 verstarb Tessouat.
Champlain nannte die Stammesgruppe noch Algoumequins. Deren Sprache war eine umfassende Händlersprache, deren Bezeichnung schließlich auf alle Stämme dieser Sprachfamilie übertragen wurde. Möglicherweise zogen die damaligen Bewohner es vor, ins Hinterland abzuziehen, nachdem die Irokesen um 1650 die Huronen besiegt hatten.
Die Kichesipirini folgten, wie die meisten Algonkin-Gruppen jahreszeitlich bedingten Wanderungen, so dass ihre materielle Hinterlassenschaft gering war und sich auf leicht zu transportierende Dinge beschränkte. Dabei zerstreuten sich die Familiengruppen, so dass nur während des Sommers, wenn der Stamm zusammenlebte, von einer Häuptlingschaft über Familiengrenzen hinweg die Rede sein konnte. Außer im Ottawatal war der Raum für den Anbau von Mais, Kürbis und Bohnen wenig geeignet. So dienten Pflanzen eher der Baustoff- und Werkzeugherstellung, Tiere waren als Nahrungsmittel unerlässlich. Knochen, Sehnen, Fell, Geweih dienten als Grundstoffe für Werkzeuge und Schmuck. Pelze wiederum interessierten vor allem die Franzosen und Engländer, mit denen ein intensiver Handel bestand. Das Wort atawe, handeln, gab den Ottawa sogar ihren Namen. Diesen Handel kontrollierten die strategisch äußerst günstig wohnenden Kichesipirini auf Morrison Island. Als Zwischenhändler bewahrten sie sich größte Unabhängigkeit.
Die Kichesipirini sind nicht als Indianerstamm anerkannt. Dennoch nennt sich die Pembroke-Gruppe heute Kichesipirini Algonquin First Nation, ihr Häuptling (Sachem) ist Paula LaPierre. Zusammen mit der York University in Toronto erarbeitete sie eine Studie und sammelte Befragungen von Älteren (Elders), um die aktuellen Bedingungen und den Zustand der Verwandtschaftsverhältnisse (Lineages) zu dokumentieren.

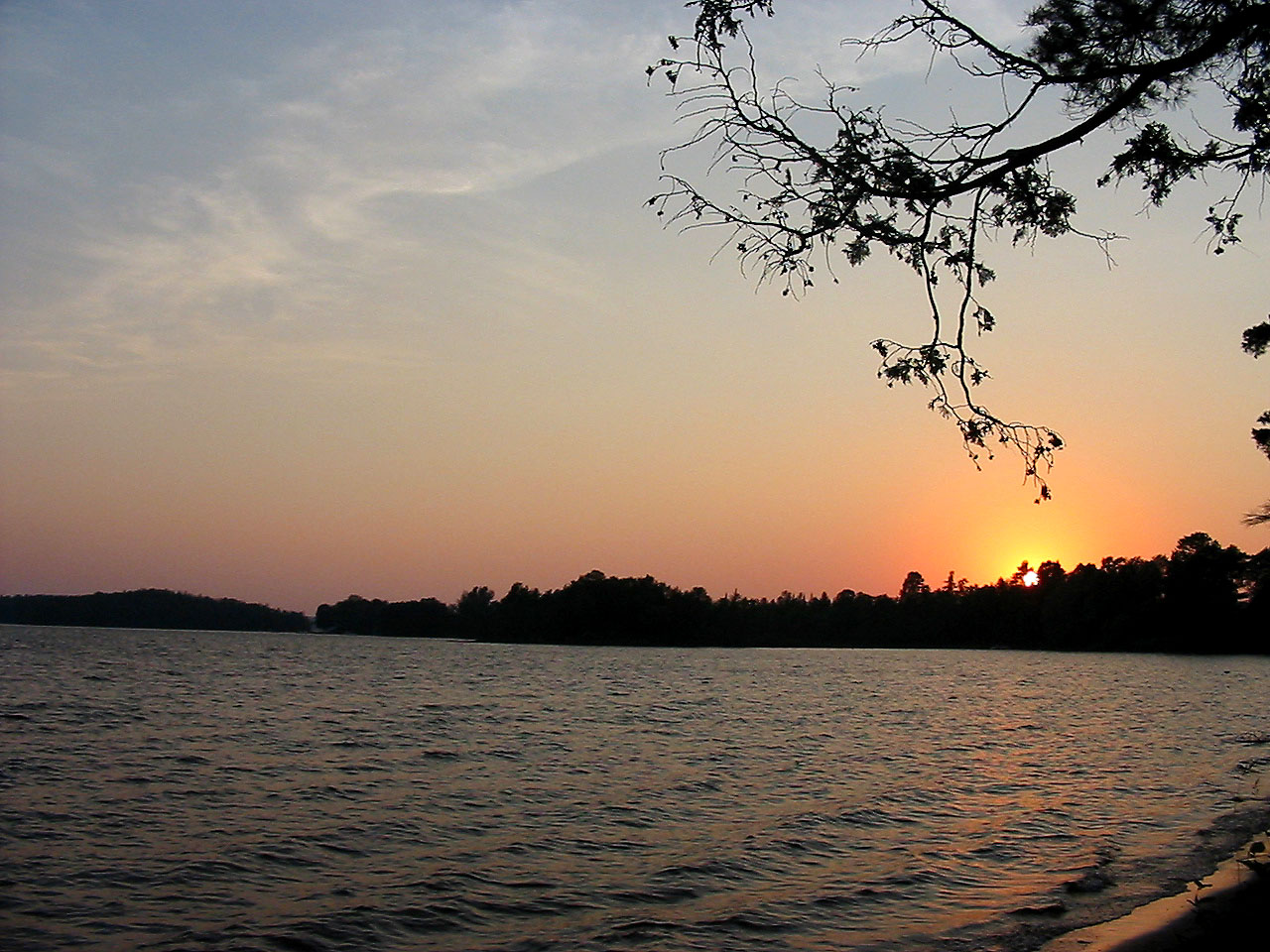
Golden Lake

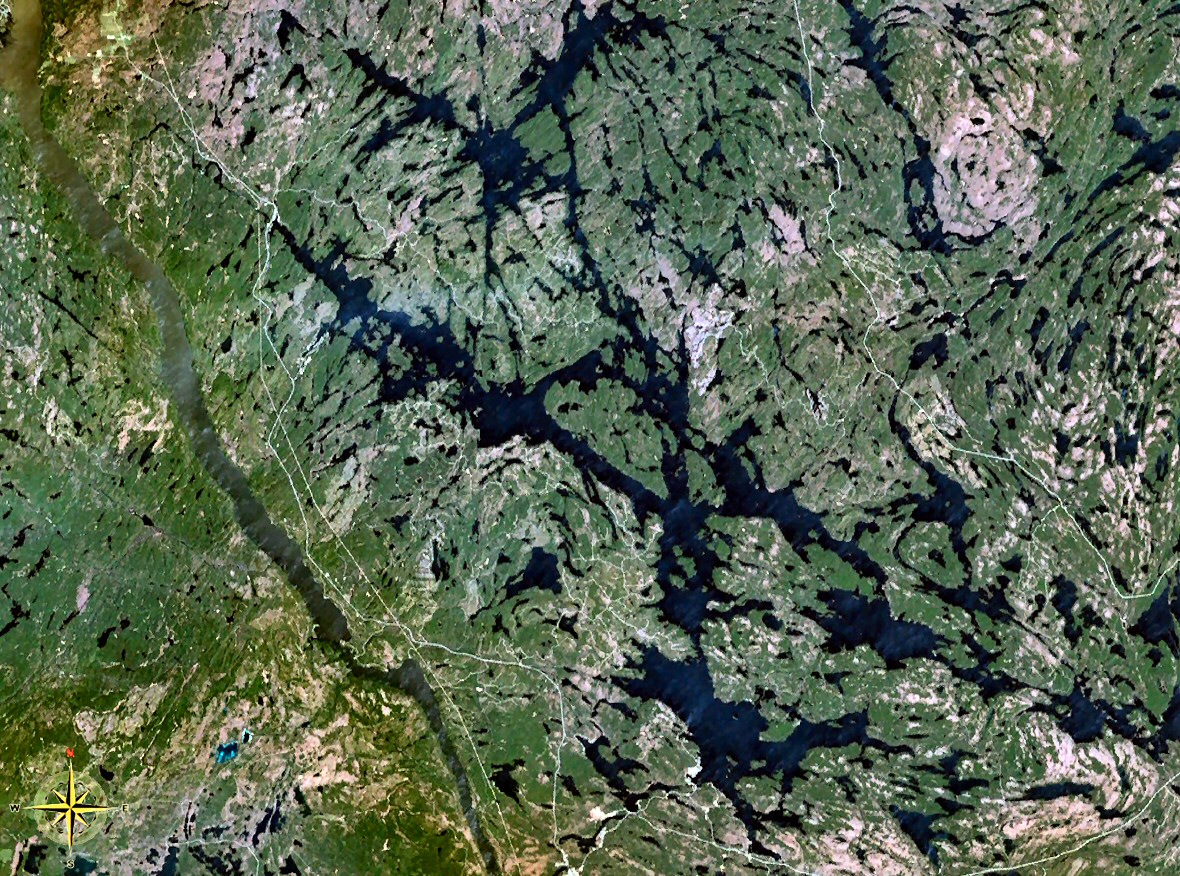
Lac Kipawa

Algonkin-Stämme der Umgebung leben am Golden Lake, in River Desert (Maniwaki), bei Témiscaming (Timiskaming District) und zwischen Ottawa und Témiscaming: am Lac des Quinze, Mattawa, Kipawa, Lac Dumoine und Coulonge. Dazu kommen Gruppen im Norden von Ontario und in Québec in Abitibi, am Grand Lac Victoria, am Lac Simon und am Lac Barrière.